# Hélène Jouan
Pour les articles homonymes, voir Jouan.
Hélène Jouan, née le 22 décembre 1967 à Antony, est une journaliste française de radio, de télévision et de presse écrite.

## Biographie
Hélène Jouan est née le 22 décembre 1967 à Antony (Hauts-de-Seine, France),.

### Formation et débuts professionnels
Titulaire d'une maîtrise de lettres modernes acquise à l’université de Toulouse-Le Mirail, Hélène Jouan est diplômée de l'École supérieure de journalisme de Lille.
À l'été 1992, elle débute comme stagiaire au service politique de France Inter puis rejoint en octobre la station BFM. De novembre 1996 à avril 1999, elle travaillera au service politique française de Radio France internationale (RFI).

### Radio
Elle revient à France Inter en 1999 comme journaliste politique. En janvier 2003, elle est nommée chef du service politique. Hélène Jouan assure également la chronique politique L’édito de la matinale de France Inter. Le 23 mai 2005, elle révèle dans une chronique matinale que l'annulation par Nicolas Sarkozy de sa participation au journal de 20 heures de TF1 est due à des problèmes qu'il rencontre dans son couple.
En août 2008, Frédéric Schlesinger, alors directeur de France Inter la nomme directrice de la rédaction, en remplacement de Patrice Bertin.
À la suite de la nomination de Matthieu Aron en mai 2011, elle devient directrice des magazines d'information de France Inter, chargée de la présentation de la plupart des soirées électorales ainsi que du magazine bimensuel Tous des européens durant la saison 2013-2014 dans le cadre des élections européennes.
À compter de septembre 2014, elle présente du lundi au jeudi Le téléphone sonne chaque soir sur France Inter, en remplacement de Pierre Weill,. Au bout d'une saison, elle passe le relais à Nicolas Demorand et rejoint la matinale de Patrick Cohen pour remplacer Bruno Duvic à la présentation de la revue de presse de 8 h 30 à partir du 24 août 2015.
À la rentrée 2017, Hélène Jouan quitte France Inter pour rejoindre Europe 1. Elle présente l'éditorial politique quotidien de 7 h 44 et est à la tête du service politique de la station. À la rentrée 2018, elle récupère Le Grand rendez-vous, l'émission politique dominicale d'Europe 1, remplaçant ainsi David Doukhan. Elle quitte Europe 1 en juillet 2019.
En 2020, la journaliste devient correspondante au Canada pour Radio France, ses reportages sont diffusés sur France Info et France Inter.

### Télévision
Entre 2011 et 2013, elle représente la station dans l'émission politique de France 2 Des paroles et des actes.
Durant la saison 2013-2014, elle est chroniqueuse au Grand Journal de Canal+,.

### Presse écrite
Depuis décembre 2019, Hélène Jouan est la correspondante du journal Le Monde au Canada, basée à Montréal.